# Красний Лиман (Панінський район)
Кра́сний Лима́н — село в Росії, Панінському районі Воронезької області. Адміністративний центр — Краснолиманського сільського поселения. У селі мешкає 592 людей.

## Географія
Село знаходиться пообабіч річки Тамлик.

## Історія
Село засноване в середині XVIII століття, коли на берегах річки виникло кілька хуторів — виселків з більш старих сіл Воронезького уїзду.
В середині XIX століття хутори зливаються і отримують загальну назву «Хреновські виселки» або «Тамлик». В 1859 році тут жила 81 людина.
- В 1892 році в селі в стилі неокласицизму було збудовано кам'яну Покровську церкву, яка в теперішній час є охранюваною як пам'ятка архітектури.
- В 1900 році в селі мешкало 4445 чоловік, було 523 двори, громадська будівля, школа, 11 вітряних млинів, 9 рушок, 8 цегляних заводів, кузні, чайна лавка, трактир.

На початку XX століття в селі діяло 5 кінних заводів з розведення битюзького виду коней.
За даними 2007 року в селі проживало 811 осіб, а за переписом 2010 року в селі проживає лише 749 осіб.
До 2014 року мало назву Красний Лиман 1-й.

## Населення
| 2000 | 2005 | 2007 | 2010 |
| ---- | ---- | ---- | ---- |
| 1052 | ↘851 | ↘811 | ↘749 |

## Види Красного Лиману

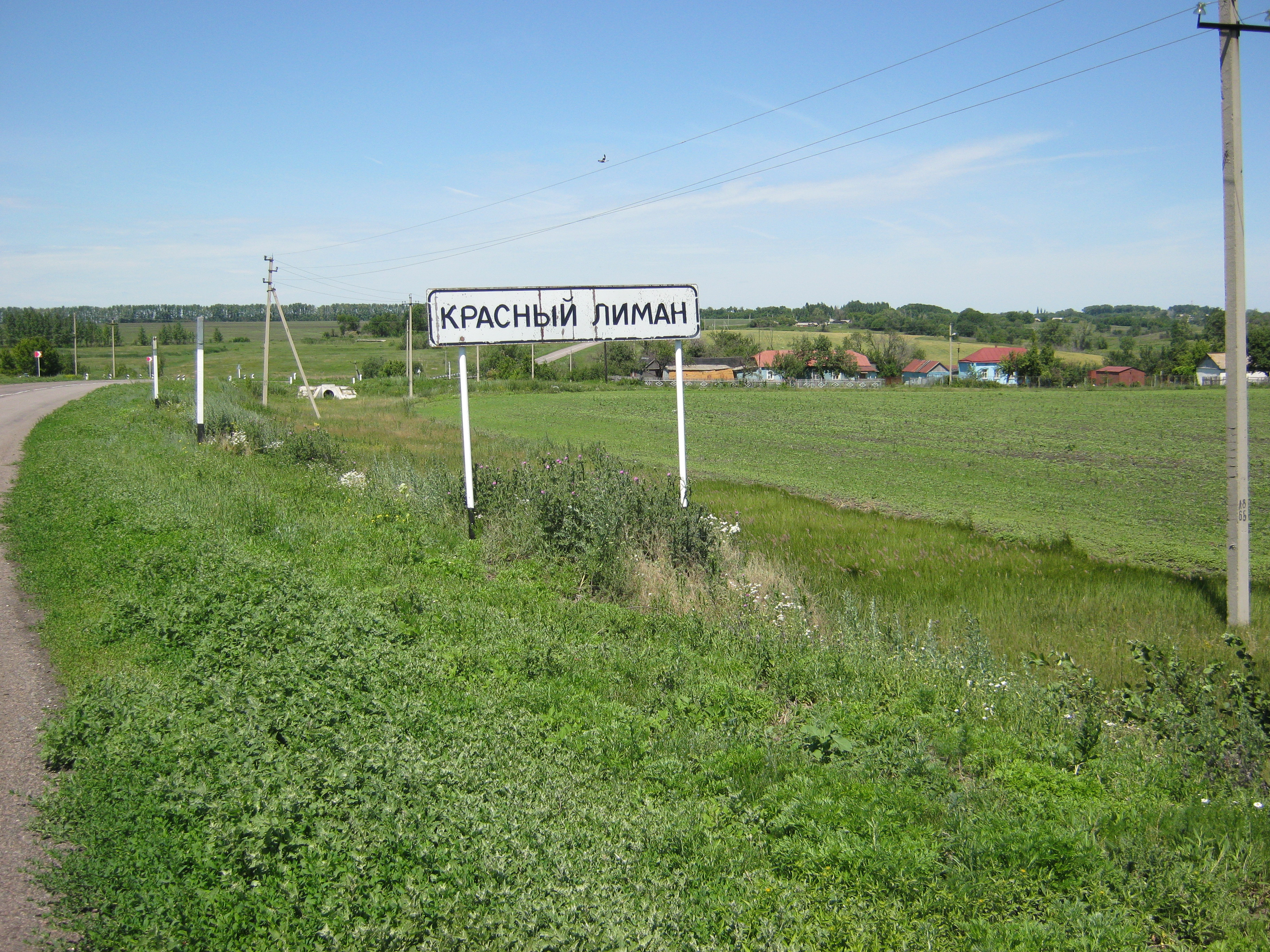
В'їзд в Красний Лиман
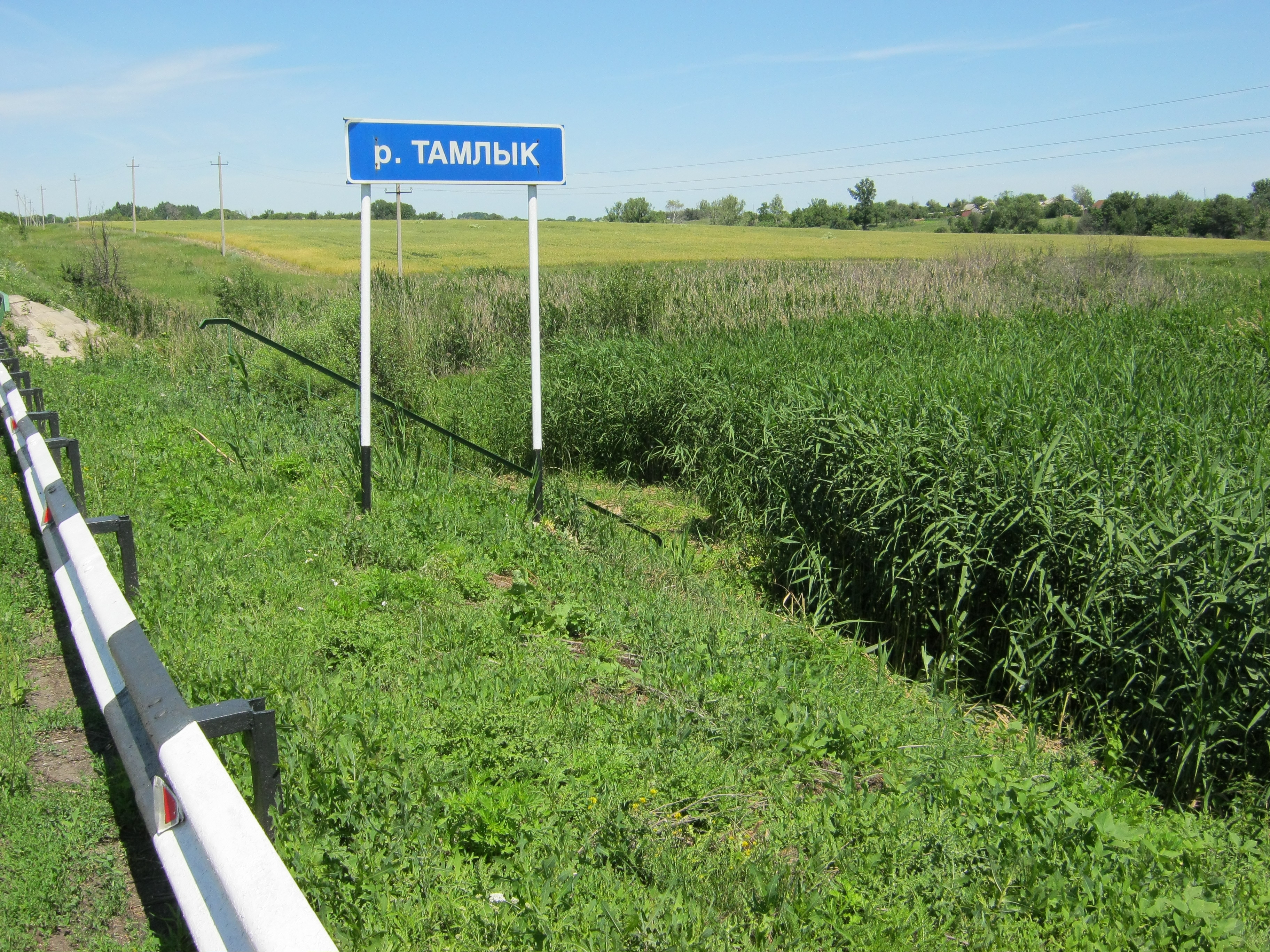
Переїзд через р.Тамлик
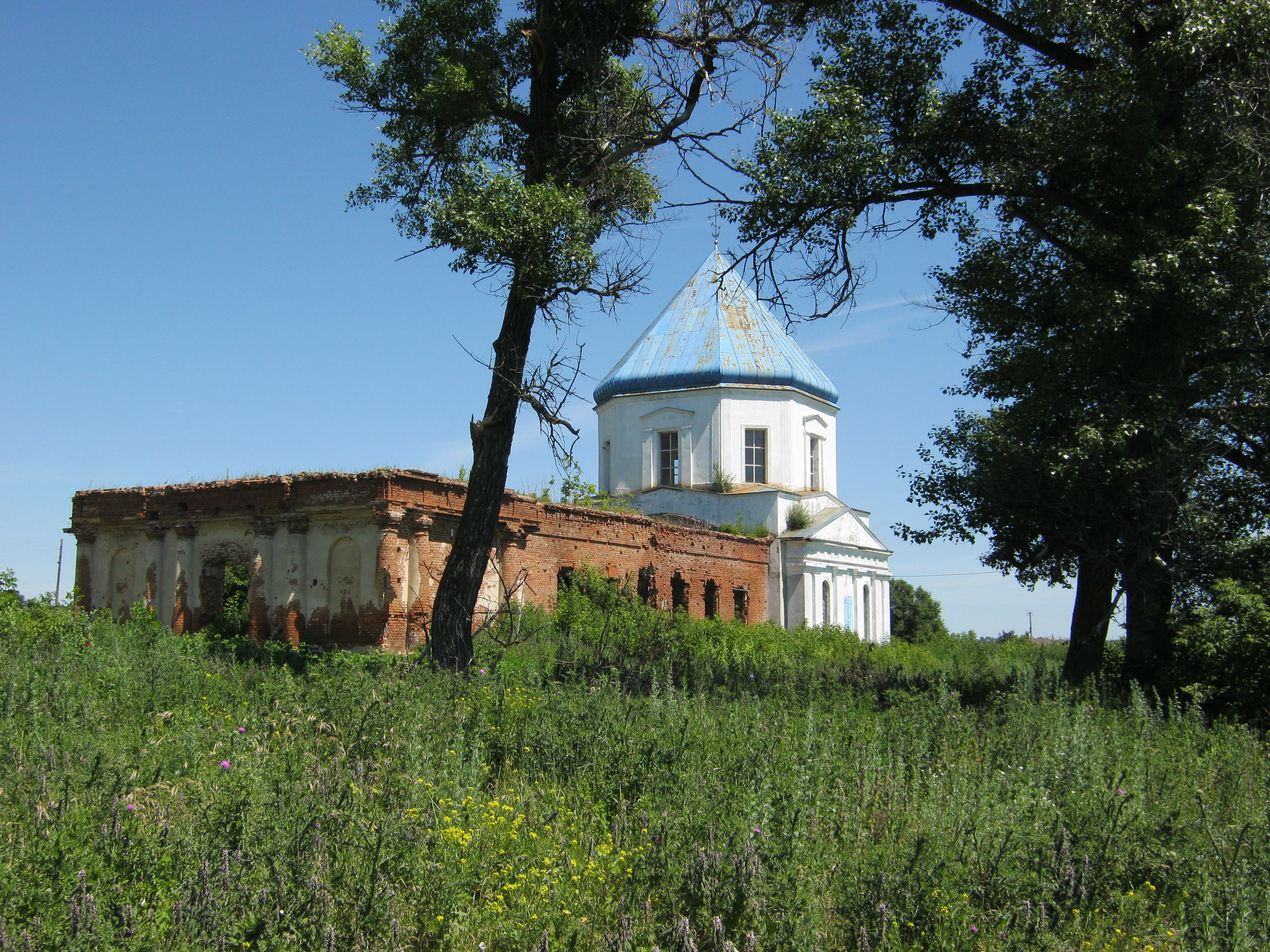
Вид на церкву
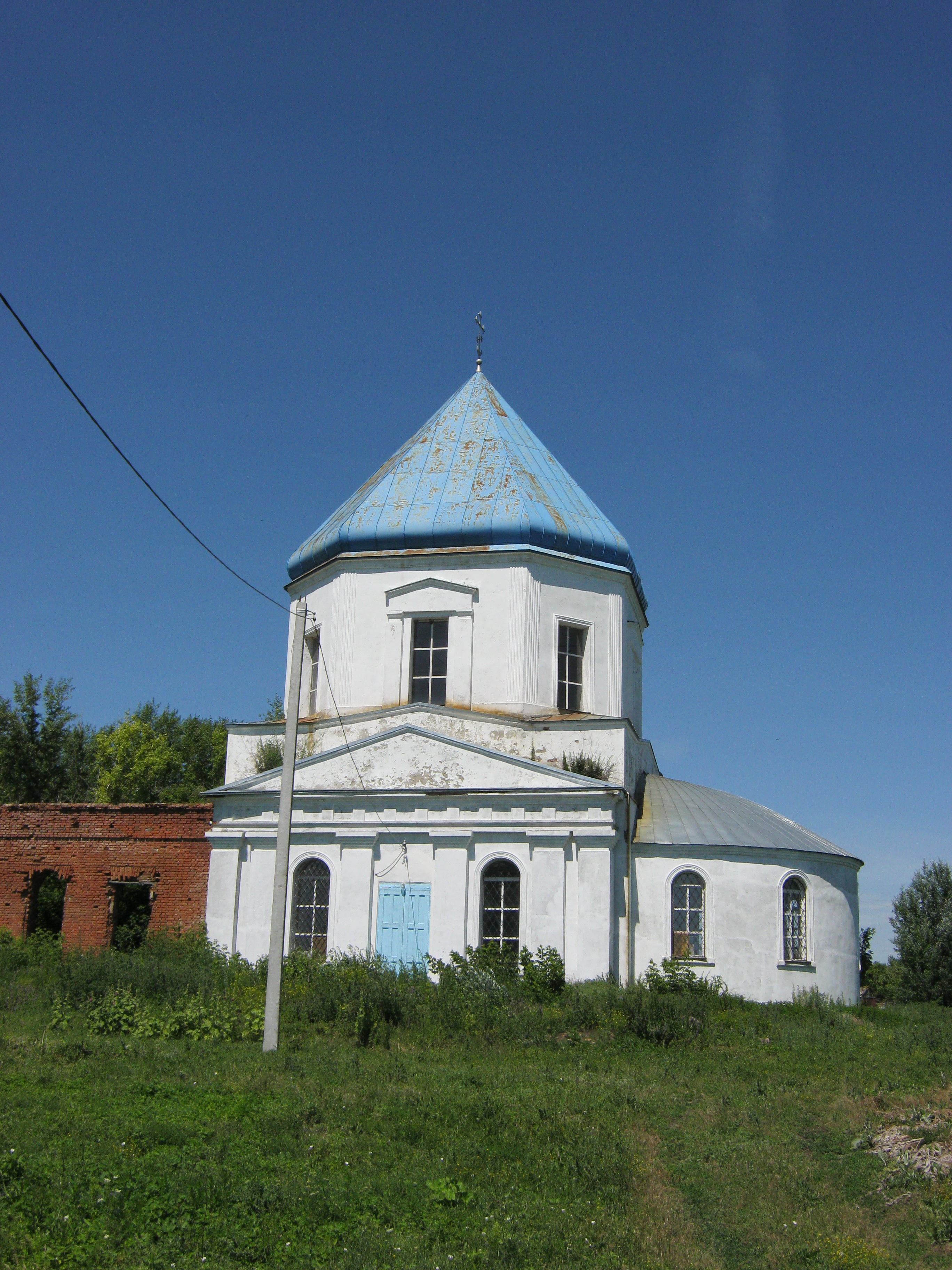
Вид церкви